# فروزان فنا
فروزان فنا زادهٔ ۱۳۴۸ کابل) سیاستمدار اهل افغانستان است. وی یکی از دو کاندید زن در انتخابات ریاست‌جمهوری افغانستان در سال ۱۳۸۸ بود.

## زندگی‌نامه
فروزان فنا زاده ۱۳۴۸ از شهر کابل است. وی همسر محمد نسیم درمند است و قبل از آن نیز همسر عبدالرحمان وزیر سابق وزیر حمل و نقل افغانستان در دولت موقت بود که در سال ۱۳۸۰ کشته شد. وی در سال ۱۳۵۲ وارد مدرسه متوسطه سید نور محمد شاه مینه شد و در سال ۱۳۶۳ از لیسه/دبیرستان آمنه فدوی فارغ‌التحصیل گردید. وی تحصیلات عالی خود را در دانشکده پزشکی دانشگاه کابل به اتمام رساند. وی جراح ارتوپد است و پس از پایان تحصیلات در شفاخانه وزیر محمد اکبر خان مشغول به فعالیت شد.
وی یکی از کاندیداهای انتخابات ریاست جمهوری سال ۱۳۸۸ بود و یک خانم دیگر با نام شهلا عطا نیز خود را در این انتخابات کاندید کرده بود. وی بخاطر استفاده از تصویرش در پوسترهای تبلیغاتی مورد انتقاد گرفته بود. روزی دیمانو در روزنامه تورنتو استار در خصوص فنا نوشته بود که وی بخاطر جنسیتش در برگزاری کمپین‌های انتخاباتی مشکل داشت و نیروهای رسمی دولتی معمولاً وی را نادیده می‌گرفتند و وی مجبور بود که اکثر کمپین‌های خود را در خانه خودش برگزار کند. دیمانو شرح داده بود که وی نگرانی داشت که شوهرش توسط بعضی از عناصر حکومت کرزی به قتل رسیده‌است، هنگامی دیدند وی یک نامزد بالقوه برای ریاست جمهوری است. وی در این انتخابات توانست با کسب ۲۱٬۵۱۲ آراء کل در جایگاه هفتم قرار بگیرد. وی گفته بود که در صورت پیروزی در انتخابات نیمی از وزیران هیئت دولت را از زنان تشکیل می‌دهد.
معاونین وی در این انتخابات نسیم الله درمان (معاون اول) و غلام جیلانی درمانی (معاون دوم) بودند.